# Otočić Veli Brušnjak
Otočić Veli Brušnjak är en ö i Kroatien.   Den ligger i länet Zadars län, i den södra delen av landet, 180 km söder om huvudstaden Zagreb. Arean är 0,18 kvadratkilometer.
Terrängen på Otočić Veli Brušnjak är platt. Öns högsta punkt är 13 meter över havet. Den sträcker sig 0,6 kilometer i nord-sydlig riktning, och 0,5 kilometer i öst-västlig riktning.